# Задорожний Олександр Михайлович
Олекса́ндр Миха́йлович Задоро́жний (1905 , Дніпро, Катеринославська губернія, Російська імперія  — невідомо ) — український державний діяч. Депутат Верховної Ради УРСР 1-го скликання (1938–1947).

## Біографія
Народився 1905 року в родині робітника-металурга в Катеринославі, тепер місто Дніпро, Дніпропетровська область, Україна. 1919 року закінчив реальне училище в Катеринославі, у 1923 році — ФЗУ металургійного заводу імені Петровського, працював на цьому заводі слюсарем.
Член ВКП(б) з липня 1926 року. 
1929 року закінчив Вечірній металургійний інститут. З 1 грудня 1929 по 1 листопада 1937 року — начальник учбового цеху Дніпропетровського металургійного заводу імені Петровського.
З 1 листопада 1937 до квітня 1938 року — заступник народного комісара, виконувач обов'язків народного комісара комунального господарства УРСР, місто Київ. З квітня до липня 1938 року — народний комісар комунального господарства УРСР.
26 червня 1938 року обраний депутатом Верховної Ради УРСР 1-го скликання по Чорнобаївській другій виборчій окрузі № 169 Полтавської області.
Наприкінці липня 1938 року заарештований органами НКВС у Києві, 25 квітня 1939 року Військовим трибуналом Київського військового округу  виправданий і звільнений. Поновлений у партії та в правах депутата Верховної Ради УРСР. З серпня 1939 року — викладав у інституті кадрів у Дніпропетровську, з листопада 1939 року — на Дніпропетровському металургійному заводі імені Петровського.
З 12 серпня 1941 року — у Червоній армії, учасник бойових дій, нагороджений орденами та медалями.

## Нагороди
- два ордени Червоної Зірки (27.02.1943, 14.05.1945)
- медалі, у тому числі медаль «За оборону Сталінграда».